# CRびっくりぱちんこ銀河鉄道999
『CRびっくりぱちんこ銀河鉄道999』（CRびっくりぱちんこぎんがてつどうスリーナイン）は、2011年8月1日より京楽産業.から販売されたデジパチタイプのパチンコ。

## 機種概要
松本零士による日本の漫画作品、『銀河鉄道999』とのタイアップ機だが、2008年5月に発売された「CR銀河鉄道999」（豊丸産業）とは別物である。なお、登場するキャラクターの容姿などは劇場版第1作と第2作を基にしている。リーチ演出などのアニメビジュアルシーンには劇場版の名シーンを新規作画で描き直したものを使用しているほか、3DCGも使用している。
オードソックスな突然確率変動タイプで、通常大当たりでも出玉が見込めるバトルスペック。
2R大当たり（ほぼ出玉ナシ）、11R大当たり、16R大当たりを備える。このうち、11R大当たり（GALAXY BONUS・確変GALAXY BONUS）では約1,400個の、約16R大当たり（SUPER GALAXY BONUS）では2,000個の出玉が見込める。また、確変GALAXY BONUSでは、SUPER GALAXY BONUSへの昇格チャンスもある。
大当たり中・確変中・時短中は右打ち消化となっているが、時短は50回と短い。

## スペック
CRびっくりぱちんこ銀河鉄道999M6
- 大当たり確率：1/358.1（高確率時：1/39.8）
- 確率変動割合：70%（出玉なし確変含む）
- 振り分け率
  - 特図1…11R通常：30%、16R確変A：5%、16R確変B：30%、11R確変：32%、2R確変：3%
  - 特図2…11R通常：30%、16R確変A：35%、11R確変：32%、2R確変：3%
  - 16R確変B、2R確変における開放時間は0.1秒
- 賞球数：3&10&15
- 時短：通常大当たり終了後に50回転

CRAびっくりぱちんこ銀河鉄道999（Light Version）
- 大当たり確率：1/99.9（高確率時：1/13.9）
- 確率変動割合：80%（出玉なし確変含む）
- 振り分け率
  - 特図1…2R通常：20%、15R確変A：4%、15R確変B：3%、4R確変：63%
  - 特図2…2R通常：20%、15R確変A：7%、4R確変：63%、2R確変：10%
  - 2R通常、15R確変B、2R確変における開放時間は0.1秒
- 賞球数：3&10&13
- 時短：通常大当たり終了後に9回転

## 図柄
縦スクロール5ライン型のリール配列用図柄である。
M6では奇数が確変図柄、偶数がチャンス図柄となっている。
キャラクターについては、個別項目及び「銀河鉄道999#登場人物」をそれぞれ参照。
| 図柄 | 色 | キャラクター   | 備考                                                |
| ---- | -- | -------------- | --------------------------------------------------- |
| 1    | 赤 | ミャウダー     | Light Versionでは緑色                               |
| 2    | 青 | 機械伯爵       |                                                     |
| 3    | 赤 | 星野鉄郎       |                                                     |
| 4    | 紫 | プロメシューム |                                                     |
| 5    | 赤 | アンタレス     | Light Versionでは緑色                               |
| 6    | 青 | ファウスト     |                                                     |
| 7    | 赤 | メーテル       | この図柄が揃うと最大ラウンド濃厚                    |
| 8    | 紫 | リューズ       |                                                     |
| 9    | 赤 | 車掌さん       | この図柄が揃うと最大ラウンド濃厚 金色になる場合あり |

## モード
- スリーナインモード
  - 出玉あり確変大当たりから突入。モード中は鉄郎と敵のバトルが展開され、確変図柄テンパイで鉄郎の攻撃、チャンス図柄テンパイで敵の攻撃となり、鉄郎が勝利すれば確変継続が確定。ハズレor敗北（チャンス図柄揃い）でもメーテルが出現すれば確変昇格。なお、確変期待度は機械伯爵（通常大当たりの可能性なし）＞ファウスト＞プロメシューム
- アルカディアモード
  - 突然確変モード。ハーロックが登場すると期待大。
- チャンスタイム
  - 通常大当たり、またはスリーナインモードで鉄郎が敗れると突入。50回転の時短モード（確変終了）。

Light Version専用モード
- ギャラクシーバトルモード
  - 出玉あり大当たりから突入。基本はスリーナインモードと変わらないが、敗北が確定するとカウントナインモードに突入する。勝利期待度も同様に機械伯爵＞ファウスト＞プロメシュームだが、機械伯爵でも敗北の可能性がある。
- カウントナインモード
  - 通常変動時の999パス獲得やギャラクシーバトルモードに敗北すると突入する。9回転で999に乗れるとギャラクシーバトルモードへ、メーテルに会うと出玉あり大当たり。リューズが現れると出玉なしの大当たりとなり、もう一度最初からカウントナインモードが始まる。

## 予告
- 先読み予告
  - 踏切予告 - 盤面役物の踏切役物の鳴動。
  - 保留予告 - 保留アイコンの変化。色が変わればチャンス。しかし本作の保留の色の最高の金はこれまでの京楽機と違い確変大当り確定ではないので金＝確変と高を括るのは相当危険。
  - 図柄スタート予告 - 図柄の変動時に、図柄が光ればチャンス。
  - ミニモード - 4つのミニモード（トレーダー分岐点・食堂車・老婆の家・アルカディア号船内）に入れば、そこから先読みアクションが発生。
- プロメシュームゾーン
- 汽笛予告
- 車輪予告
- 連続スベリ予告
- 連続ストーリー予告
- ステップアップ系予告
  - ウィンドウステップアップ
  - カットインステップアップ
  - キャラクターステップアップ予告 - 車掌が出れば演出スタート。車掌がゼブラ柄だとチャンス。
- 会話予告
- 狙い打ち予告
- ハイパーボタン予告
- シャッター予告
- ミニゲーム予告
- 透視予告
- 列車通過予告
- 名セリフ予告
- 次回予告

## リーチ
- 車掌リーチ
- ペンダントリーチ
- エピソードリーチ
- アニメリーチ
- 決戦VSリーチ
  - 機械伯爵
  - ファウスト
  - プロメシューム

## 評価
谷村ひとしによるとハマリがキツいことも影響したのか、予想したほどはブレークしていない、とのこと。どうしてもCRびっくりぱちんこ銭形平次withチームZと比較され伸び悩んでいる模様。

## イベント
特別先行展示会　
2011年6月22日、東京ドームシティ内のプリズムホールにて行われた。来場者は3500人以上で、CRびっくりぱちんこ銭形平次withチームZの展示会を上回る盛況ぶりとなった。イベント会場には『999』のファンである吉本芸人の陣内智則とゼブラ天使ことSKE48の平田璃香子、高田志織、古川愛李が登場。会場のスクリーンに映し出されたメーテル（声：池田昌子）とゲストが会話を交わす場面もあった。
さらにサプライズゲストとしてゴダイゴのタケカワユキヒデが登場。楽屋でパチンコを打った感想を述べた後、劇場版第1作主題歌「銀河鉄道999」を披露した。
ミス･メーテルコンテスト2011
リリースを記念して、メーカー公式サイトにて開催された。これはWEB投票に基づいてヒロインのメーテルに扮した女性30人から優勝者を決めるというもので、優勝者にはミス･メーテルの称号とともに2011年10月3日に発売される『週刊プレイボーイ』のグラビア出演権が贈呈されるというもの。投票期間は2011年8月8日から9月11日までの約1ヶ月。
特別審査員として原作者の松本零士も参加しており、このイベントのために自身がイメージするミス･メーテルのイラストを描きおろした。また、ミス･メーテルとは別に松本零士賞として1名が選出される。
9月15日にメーカー公式サイトにて発表が行われ、ミス・メーテルにはグラビアアイドルの佐藤さくらが、松本零士賞には2位のスタイルコーポレーション所属のタレントである湯原さきがそれぞれ選ばれた。
ミス･メーテルコンテスト2011 presents 女性芸人のNo.1メーテル決定戦!!
8月13日に有楽町ラフピースクエア・ステージで開催。ステージのMCはケンドーコバヤシと陣内智則が務め、コバヤシは劇場版の鉄郎の衣装で登場。
エントリーした女性芸人はハリセンボンの近藤春菜と箕輪はるか、南海キャンディーズのしずちゃんこと山崎静代、エド・はるみ、椿鬼奴、桜 稲垣早希の6人で、全員メーテルの衣装で登場。「メーテルが言いそうなセリフ」というお題を出され、それぞれアドリブで答えた。
さらにミス・メーテルコンテスト2011に出場中の女性10名がメーテルの衣装で出演。こちらには「劇場版第1作ラストでメーテルから鉄郎へキスをするシーンを再現する」というお題が出され、実際にはキスをするふりをして鉄郎役のコバヤシをどれだけドキドキさせられるかを競うというもの。追加で女性芸人からハリセンボン春菜が選ばれ、コバヤシと実際にキスすることに。審査の結果これが決め手となって女性芸人No.1メーテルはハリセンボン春菜に決定となった。